# Infinite Crisis (videojuego)
Infinite Crisis es un videojuego multijugador de arena de batalla en línea (MOBA) basado en el en Multiverso DC creado en las historietas de DC Comics, situando como base principal personajes del Universo DC y sus contrapartes de universos alternos. Desarrollado por las compañías de videojuegos Turbine y distribuido por Warner Bros. Interactive Entertainment, dicho juego fue lanzado el 26 de marzo del año 2015. Este es el primer título que Turbine lanza en años, desde que la compañía fue adquirida por Time Warner (los mismos dueños de la división Warner Bros. Pictures) en el año 2010, y el primer juego que no es MMORPG producido por la compañía.

## Desarrollo
Infinite Crisis comenzó su fase de beta cerrada el 8 de mayo de 2013. El juego entró en beta abierta el 14 de marzo de 2014. Los desarrolladores planeaban introducir nuevos héroes y villanos del multiverso continuamente, así como nuevos mapas y modos de juego, manteniendo el juego gratuito. Sin embargo, el 14 de agosto de 2015, Infinite Crisis y sus servidores cerraron.

## Premisa Descriptiva
Cuando un asalto repentino amenaza al Multiverso DC, empujando todas la realidades al borde de su completa destrucción, su única esperanza yace en sus varios héroes y villanos.

## Personajes
| - Aquaman - Atrocitus - Batman - Batman de la Tierra Gaslight - Batman de la Tierra de Pesadilla - Blue Beetle - Catwoman - Catwoman de la Tierra Gaslight - Catwoman de la Tierra de Pesadilla - Cyborg - Deathstroke - Dex-Starr - Doomsday - Flash - Green Arrow - Green Lantern - Green Lantern de la Tierra Arcana - Green Lantern de la Tierra Atómica | - Harley Quinn - Hawkgirl - Joker - Joker de la Tierra Atómica - Joker de la Tierra Gaslight - Katana - Krypto - Lex Luthor - Poison Ivy - Poison Ivy de la Tierra Atómica - Robin - Robin de la Tierra de Pesadilla - Shazam - Sinestro - Solomon Grundy - Stargirl - Starro - Star Sapphire | - Supergirl - Supergirl de la Tierra Arcana - Superman - Superman de la Tierra Mecha - Superman de la Tierra de Pesadilla - La Cosa del Pantano - Wonder Woman - Wonder Woman de la Tierra Atómica - Wonder Woman de la Tierra Mecha - Zatanna - Zod |

## Mundos destacados del videojuego

### Mundos Paralelos basados en elMultiverso DC
Los siguientes universos que haste el momento se presentan en este juego:
- Tierra Prime (Tierra 0): También conocido como el Universo DC, piedra angular de las demás versiones alternativas del multiverso.

- Tierra Arcana (Tierra 13): Un mundo en el que la Liga de las Sombras (Un superequipo de hechiceros corrompidos) logró el control de su Tierra, y en donde uno de sus planes terminaron con la extinción de su sol. A pesar de que el sol fue reencendido, la Tierra fue alterada para siempre por el resultado de una guerra mágica que envolvió a esta Tierra.

- Tierra Atómica (Tierra 17): Un mundo posapocalíptico donde Guerra Fría produjo una Tercera Guerra Mundial donde se evaporó el 97% de toda la vida en la Tierra. aunque sus sobrevivientes esperarían que la Tierra se sanara así misma, las cicatrices de la guerra no lo hicieron con ellos mismos.

- Tierra Gaslight (Tierra-19): Un universo ambientado en la época victoriana del tipo steampunk, historias en donde la sociedad evolucionó gracias a la tecnología de vapor. - Basado en el elseworld Gotham: Luz de gas

- Tierra Mecha (Tierra 44): Un mundo superavanzado tecnológicamente, donde aún no había héroes hasta que un grupo de científicos creó el Consorcio de la Justicia, este mundo se inspira en los personajes japoneses de los animes mecha.

- Tierra de Pesadilla ( Tierra 43 ): Un mundo en el que los héroes y villanos se convirtieron en monstruos. - Basado en el elseworld Batman & Drácula: lluvia roja.

## Historieta
Actualmente está en circulación mensual tanto en formato digital como en formato físico la historieta base de la sinopsis del videojuego.